# Eriocaulon xeranthemum
Eriocaulon xeranthemum là một loài thực vật có hoa trong họ Eriocaulaceae. Loài này được Mart. mô tả khoa học đầu tiên năm 1832.